# Underrättelsetjänst
Underrättelsetjänst är en organisation som bedriver underrättelseverksamhet. Med underrättelsetjänst avses oftast en organisation som bedrivs av en stat inom militären, polisen eller som självständig organisation, men underrättelseverksamhet kan också ske inom andra organisationer som näringslivet.
Underrättelsetjänst i statlig regi avser oftast hot mot nationens säkerhet och dess vitala intressen. Underrättelsetjänst som bryter mot internationell rätt kallas illegal underrättelsetjänst.

## Ryssland
- Ryska federationens underrättelsetjänst ansvarar för utrikes underrättelseverksamhet.
- Ryska federationens militära underrättelsetjänst ansvar för den militära underrättelseverksamheten.
- Ryska federationens federala säkerhetstjänst ansvar för inrikes säkerhetsunderrättelsetjänst.
- Ryska federationens federala skyddstjänst ansvarar för säkerhetsunderrättelsetjänst inom sitt verksamhetsområde (skydd av högsta statsledningen).
- Delgivning av särskild kommunikation och information för den Federala skyddstjänsten i Ryska federationen ansvarar för signalspaning.
- Ryska federationens federala narkotikapolis ansvarar för säkerhetsunderrättelsetjänst inom sitt verksamhetsområde.

## Sverige
Underrättelsetjänst bedrivs i Sverige av flera myndigheter. Inom Polisen bedrivs underrättelsetjänst på nationell nivå på Nationella operativa avdelningen (Noa) som har processansvaret och på sju regionala enheter, en i varje polisregion, som leds av en underrättelsechef. På en underrättelseenhet jobbar t.ex. bearbetare, analytiker, hanterare och internetspanare. Alla lokalpolisområden ska ha minst en underrättelsesamordnare.
Andra myndigheter som bedriver egen underrättelsetjänst är Tullen, Ekobrottsmyndigheten, Skattebrottsenheten och Kriminalvården.
Säkerhetspolisen, som tidigare utgjorde en del av Rikspolisstyrelsen men är egen myndighet sedan 2015, bedriver underrättelsetjänst inom kontraterrorism, författningsskydd mm. Inom totalförsvaret finns Försvarets radioanstalt FRA som bedriver signalspaning och som kontrolleras av Statens inspektion för försvarsunderrättelseverksamheten. Den Militära underrättelse- och säkerhetstjänsten MUST är Försvarsmaktens egen underrättelsetjänst, som bland annat består av Kontoret för särskild inhämtning. Dessutom bedrivs underrättelsetjänst inom Utrikesdepartementet och Försvarets forskningsanstalt.

## USA
I USA finns det många organisationer inom den federala statsmakten som sysslar med underrättelseverksamhet:
- Central Intelligence Agency (CIA) (sammanställning av material, riktat mot utrikes förhållanden)
- USA:s försvarsdepartement
  - Defense Intelligence Agency (DIA) (militär underrättelsetjänst, försvarsattachéer)
  - National Reconnaissance Office (NRO) (spionsatelliter)
  - National Security Agency (NSA) (signalspaning)

## Militär underrättelsetjänst
USA:s direkta motsvarighet till GRU är Defense Intelligence Agency (DIA), U.S. Army Special Forces, National Reconnaissance Office, National Security Agency. De har dock ett antal personer stationerade på flera av USA:s ambassader för att underlätta samarbetet med andra länders säkerhetstjänster. 
I Storbritannien utgörs motsvarigheterna av Military Intelligence (MI) 5 och 6 där de förra ansvarar för inrikes säkerhetsunderättelse- och säkerhetstjänst, och de senare för utrikes verksamhet.
Sveriges motsvarighet är MUST (Militära underrättelse- och säkerhetstjänsten), FRA, även om OPIL (Operativa insatsledningen) i någon mån sysslar med liknande problem men på en lägre nivå. På stabs- och förbandsnivå sker analys och inhämtning av underrättelser i en verksamhetsnära underavdelning.